# Кетрин Тејт
Кетрин Тејт (енгл. Catherine Tate; Блумсбери, 5. децембар 1969) британска је комичарка, глумица и сценаристкиња. Освојила је бројне награде за свој рад на скеч комедији Кетрин Тејт шоу, као и седам номинација за награду БАФТА и номинацију за награду Еми.
Након успеха серијала Кетрин Тејт шоу, појавила се 2006. године као Дона Нобл у божићном специјалу хит серије Доктор Ху, да би касније репризирала улогу и постала Докторова сапутница у 4. серијалу који је емитован током 2008. године. Од 2011. до 2013. године играла је улогу Нели Бертрам у америчкој верзији серије У канцеларији.